# Zweites Konzil von Lyon

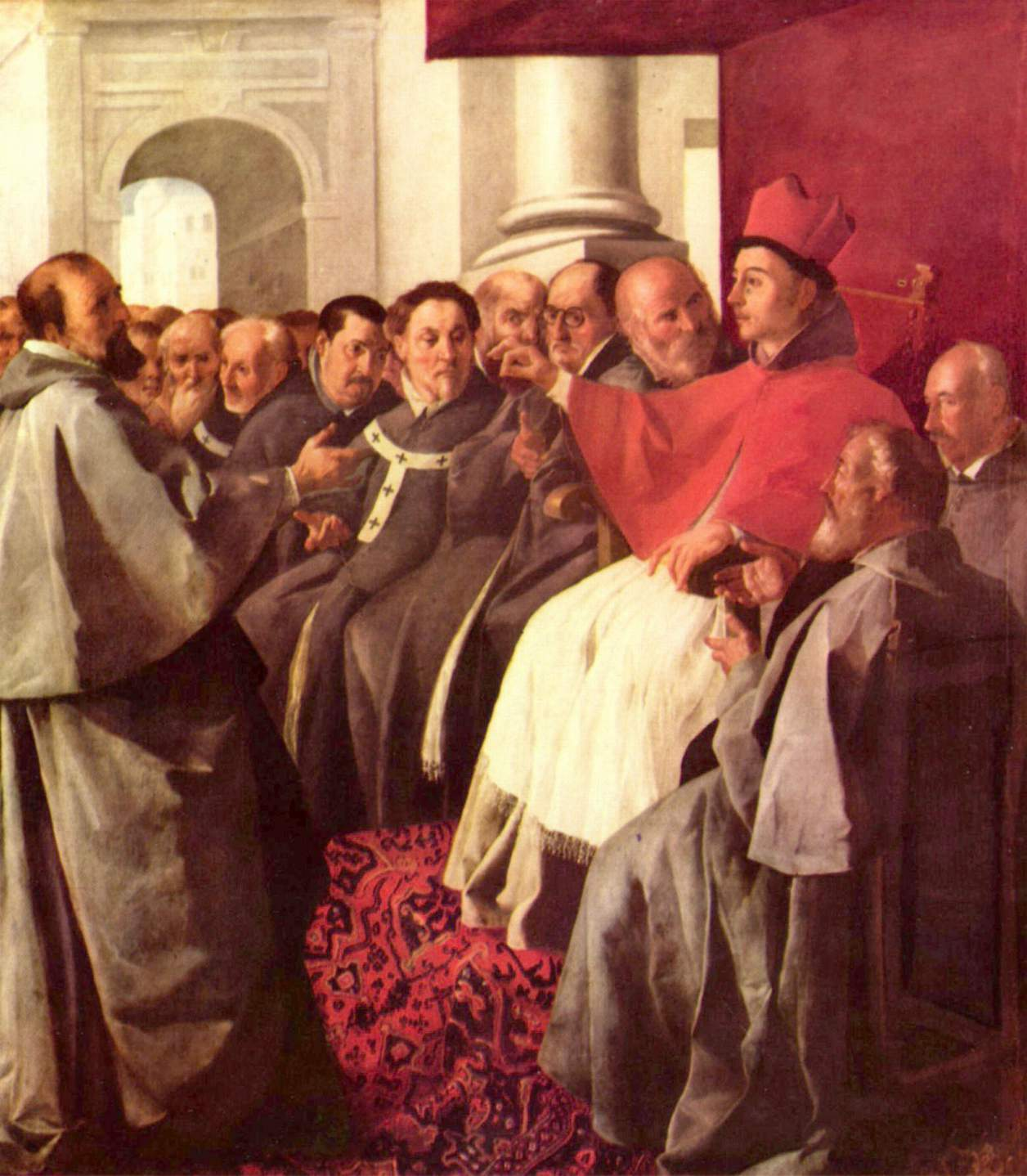
Zweites Konzil von Lyon: Der Hl. Bonaventura empfängt die Gesandten des Kaisers auf dem Konzil (Historienmalerei in Öl (ca. 1629) von Francisco de Zurbarán)

Das Zweite Konzil von Lyon (lat. Concilium Lugdunense II), das 1274 in Lyon, das damals zum Heiligen Römischen Reich deutscher Nation gehörte, unter Leitung Papst Gregors X. stattfand, entschied über drei wichtige Fragen: die Möglichkeit der Beendigung des „Morgenländischen Schismas“ durch eine Union mit dem Ökumenischen Patriarchat von Konstantinopel, einen Kreuzzug und die Reform der Kirche.

## Geschichte
Am 31. März 1272 berief Gregor die Versammlung ein und bat im März 1273 alle Christen um ihre Meinung und ihre Hilfe bezüglich der Reform der Kirche. Nach einer langen Vorbereitungszeit wurde die Versammlung schließlich am 7. Mai 1274 eröffnet. Etwa 300 Bischöfe, 60 Äbte und eine Anzahl von anderen Kirchenmännern und Theologen nahmen an dem Treffen teil. Vom Papst beauftragt übernahm Bonaventura, der zu diesem Zweck zum Bischof geweiht worden war, die Vorbereitung des Konzils. Hinzu kamen König Jakob I. von Aragon, Abgesandte aus Frankreich, Deutschland, England und Sizilien, sowie eine Delegation der Tataren. Die Gesandten des griechischen Kaisers kamen erst am 24. Juni an, weil sie Schiffbruch erlitten hatten. Damit waren praktisch Vertreter der gesamten Christenheit anwesend und die Versammlung konnte wohl, wie es Gregor gewünscht hatte, als universal und ökumenisch gelten. Thomas von Aquin verstarb bei der Anreise.
Das Treffen, das über sechs Sitzungen ging, legte in der vierten Sitzung am 6. Juli fest, dass die Einheit zwischen der westlichen und der östlichen Kirche wiederhergestellt sei, war damit aber nur beschränkt und kurzfristig erfolgreich. Die Vorverhandlungen begannen schon 1262, im Jahr nach der Rückeroberung Konstantinopels durch Kaiser Michael VIII. Auf griechischer Seite betrieb in erster Linie weiterhin er, nicht die Konstantinopolitanische Kirche, den Einigungsprozess (vgl. Glaubensbekenntnis des Michael Paläologus). Politisches Ziel war die Abwehr der Ansprüche Karl von Anjous auf die westlichen Gebiete des Byzantinischen Reiches und der Versuche einer Wiedereroberung Konstantinopels durch die Lateiner. In Konstantinopel erfolgte die Verkündigung der Lyoner Kirchenunion am 16. Januar 1275, fand jedoch nicht in der Hagia Sophia, der Kathedrale, statt, sondern in der kaiserlichen Blachernenkirche. An der dafür liturgisch üblichen Stelle proklamierte jetzt der Diakon auch den Namen des röm. Papstes Gregor X. Die Mehrheit des griechischen Klerus war jedoch weiterhin gegen die Union. Auch mit Zwangsmaßnahmen konnte hier der Kaiser seine Ziele nicht durchsetzen. Fraglich ist auch, inwieweit die Einigung von den Nachfolgern Papst Gregors unterstützt wurde. Papst Martin IV. kündigte schließlich die Union auf und exkommunizierte Michael VIII. Die orthodoxe Ablehnung der westlichen Fegefeuerlehre, ursprünglich im 6. Jahrhundert von Papst Gregor dem Großen  geprägt, war ein minder wichtiger Grund für das letztliche Scheitern der versuchten Wiedervereinigungen der Kirchen auf dem Zweiten Konzil von Lyon. Die Orthodoxie kennt das Gebet für die Seelen der Verstorbenen, aber keine offizielle Erklärung für seine Wirksamkeit.
Daneben sprach sich das Lyoner Konzil für ein Konklave der Kardinäle bei der Papstwahl aus, um zu verhindern, dass sich die dreijährige Sedisvakanz im Papstamt von 1268 bis 1271 wiederholen könnte, als eine Einigung der Kardinäle auf einen Kandidaten immer wieder gescheitert war. Jeder Kardinal sollte einen (im Ausnahmefall zwei) Diener bei sich haben dürfen, alle zusammen in einem Raum leben (ohne Vorhänge) und keinen mündlichen oder schriftlichen Kontakt mit der Außenwelt haben dürfen. Nach drei Tagen sollten sich die Mahlzeiten auf eine pro Tag beschränken, nach acht Tagen schließlich auf Brot, Wasser und Wein.
Auch konnte man sich auf einen weiteren Kreuzzug einigen, für sechs Jahre wurde eine neuerliche Kreuzzugssteuer bewilligt; das Projekt blieb jedoch letztlich unrealisiert.